# Takashi Sasagawa

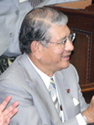
2008

Takashi Sasagawa (jap. 笹川 堯, Sasagawa Takashi; * 5. Oktober 1935 in Bunkyō, Präfektur Tokio, gemeldet in Kiryū, Präfektur Gunma) ist ein japanischer Politiker, ehemaliger Abgeordneter des Shūgiin, des Unterhauses, und von 2008 bis 2009 Vorsitzender des Exekutivrats (sōmukai) der Liberaldemokratischen Partei (LDP). Innerparteilich gehörte er zur Tsushima-Faktion.

## Leben
Sasagawa ist der zweite Sohn von Ryōichi Sasakawa. Takashi Sasagawa arbeitete bereits 1954 für die Zenkoku Mōtābōto Kyōsōkai, die die Motorbootrennen organisiert. 1956 brach er sein Studium der Rechtswissenschaften an der Meiji-Universität ab und arbeitete auf der Kiryū-Kyōteijō-Rennbahn in Midori.
Seinen ersten Vorstoß in die Politik machte Sasagawa bei der Shūgiin-Wahl 1972, als er vergeblich für einen Sitz im Wahlkreis Gunma 2 (drei Mandate) kandidierte. Auch der zweite Anlauf, nun als Kandidat der LDP, bei der Shūgiin-Wahl 1983, war erfolglos. Erst 1986 zog er erstmals ins Parlament ein und wurde seither sechs Mal wiedergewählt (seit 1996 im Einzelwahlkreis Gunma 2).
1991 war Sasagawa parlamentarischer Staatssekretär (seimujikan) im Postministerium. Im „Boom neuer Parteien“ Anfang der 1990er Jahre verließ er 1993 die LDP und trat 1994 der Shinshintō bei, der er aber nach zwei Jahren wieder den Rücken kehrte. 1997 kehrte er in die LDP zurück, wo er sich der Hashimoto-Faktion anschloss. Premierminister Yoshirō Mori berief Sasagawa 2000 als Staatsminister für Wissenschafts- und Technologiepolitik – bis zur Umstrukturierung der Zentralregierung im Januar 2001 zunächst ohne Geschäftsbereich – in sein zweites Kabinett. Im April 2001 ersetzte ihn Moris Nachfolger Jun’ichirō Koizumi durch Kōji Omi.
Danach war Sasagawa unter anderem 2003 Vorsitzender des Haushaltsausschusses im Shūgiin. Der Premierminister und Parteivorsitzende Yasuo Fukuda berief ihn bei einer Umbildung von Kabinett und Parteiführung im August 2008 zum Vorsitzenden des Exekutivrats der LDP, einem der drei Schlüsselposten der Partei neben dem Generalsekretär und dem Vorsitzenden des Politikforschungsrates. Fukudas Nachfolger Tarō Asō übernahm ihn in dieser Funktion.
Bei der Shūgiin-Wahl 2009 verlor Sasagawa seinen Wahlkreis an Takashi Ishizeki (DPJ). Nachfolger als Vorsitzender des LDP-Exekutivrates wurde Ryōtarō Tanose. Anschließend erklärte er zunächst seinen Rückzug aus der Politik.
Bei der Gouverneurswahl in Tokio 2012 kandidierte Sasagawa als Unabhängiger für die Nachfolge des zurückgetretenen Shintarō Ishihara. Er erhielt rund 2,8 % der gültigen Stimmen.

## Familie
Sasagawas jüngerer Bruder Yōhei Sasakawa ist Vorsitzender von Nippon Zaidan, einer karitativen Stiftung, und Goodwill Ambassador der WHO.